# Denisa Golgotă
Denisa Golgotă (Târgu Jiu, 8 de marzo de 2002) es una deportista rumana que compite en gimnasia artística. Ganó dos medallas en el Campeonato Europeo de Gimnasia Artística de 2018, plata en la prueba de suelo y bronce en el salto de potro.

## Palmarés internacional
| Campeonato Europeo | Campeonato Europeo    | Campeonato Europeo | Campeonato Europeo |
| Año                | Lugar                 | Medalla            | Prueba             |
| ------------------ | --------------------- | ------------------ | ------------------ |
| 2018               | Glasgow (Reino Unido) | Medalla de plata   | Suelo              |
| 2018               | Glasgow (Reino Unido) | Medalla de bronce  | Salto de potro     |